# Reconocimiento hiperespectral mejorado con señalización en tiempo real desde el aire

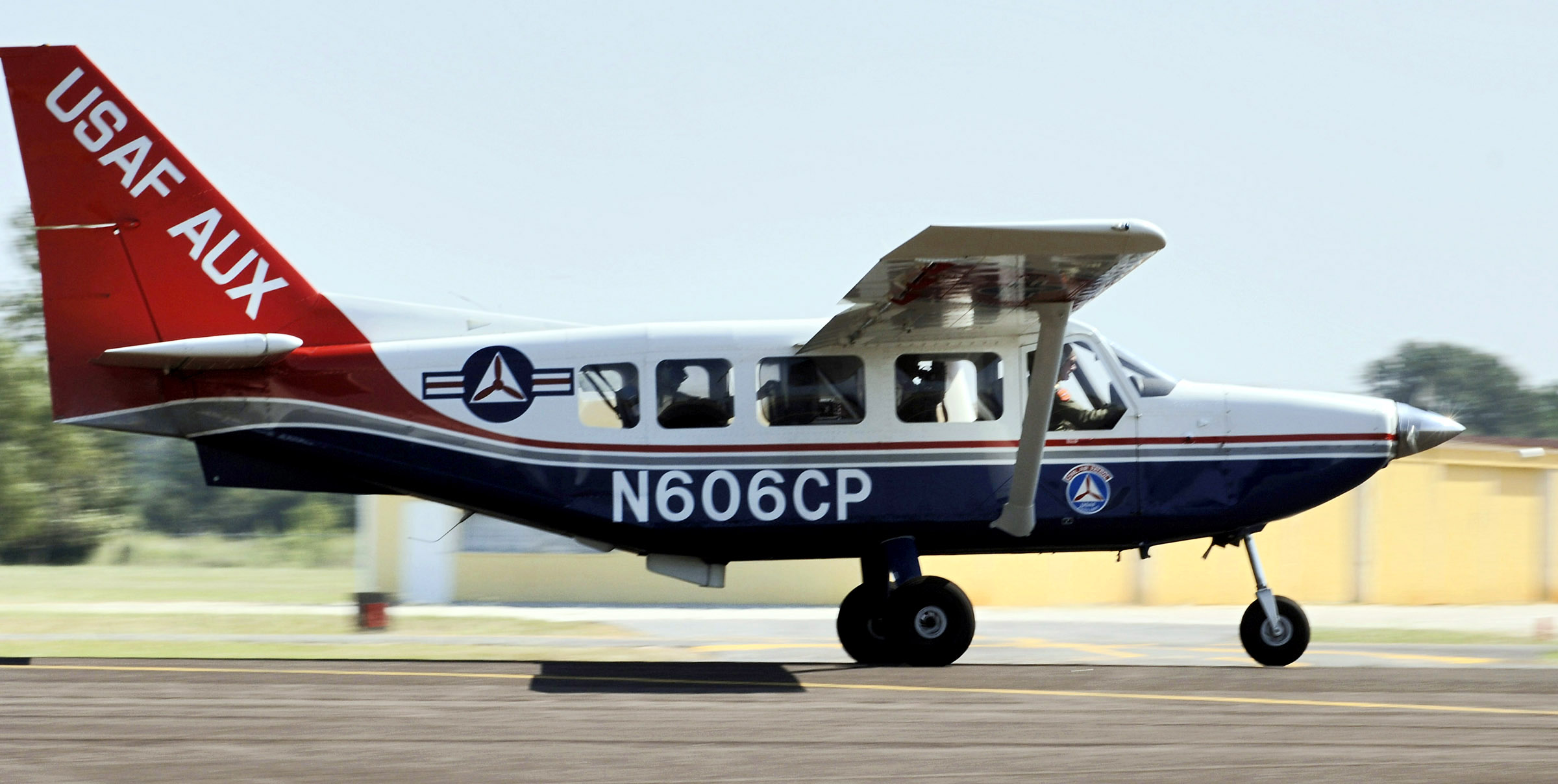
Un avión Gippsland GA8 Airvan de la Patrulla Aérea Civil de EE. UU. que transporta la carga útil ARCHER.

El reconocimiento hiperespectral mejorado con señalización en tiempo real desde el aire (Real-time Cueing Hyperspectral Enhanced Reconnaissance), también conocido por el acrónimo ARCHER, es un sistema de imágenes aéreas que produce imágenes del terreno mucho más detalladas que las que pueden obtenerse a simple vista o mediante fotografía aérea ordinaria. Se trata del sistema de imágenes hiperespectrales no clasificado más sofisticado que existe, según funcionarios del Gobierno de Estados Unidos.  ARCHER puede escanear automáticamente imágenes detalladas en busca de una firma determinada del objeto que se busca (como un avión desaparecido), de anomalías en la zona circundante o de cambios en las firmas espectrales registradas anteriormente.

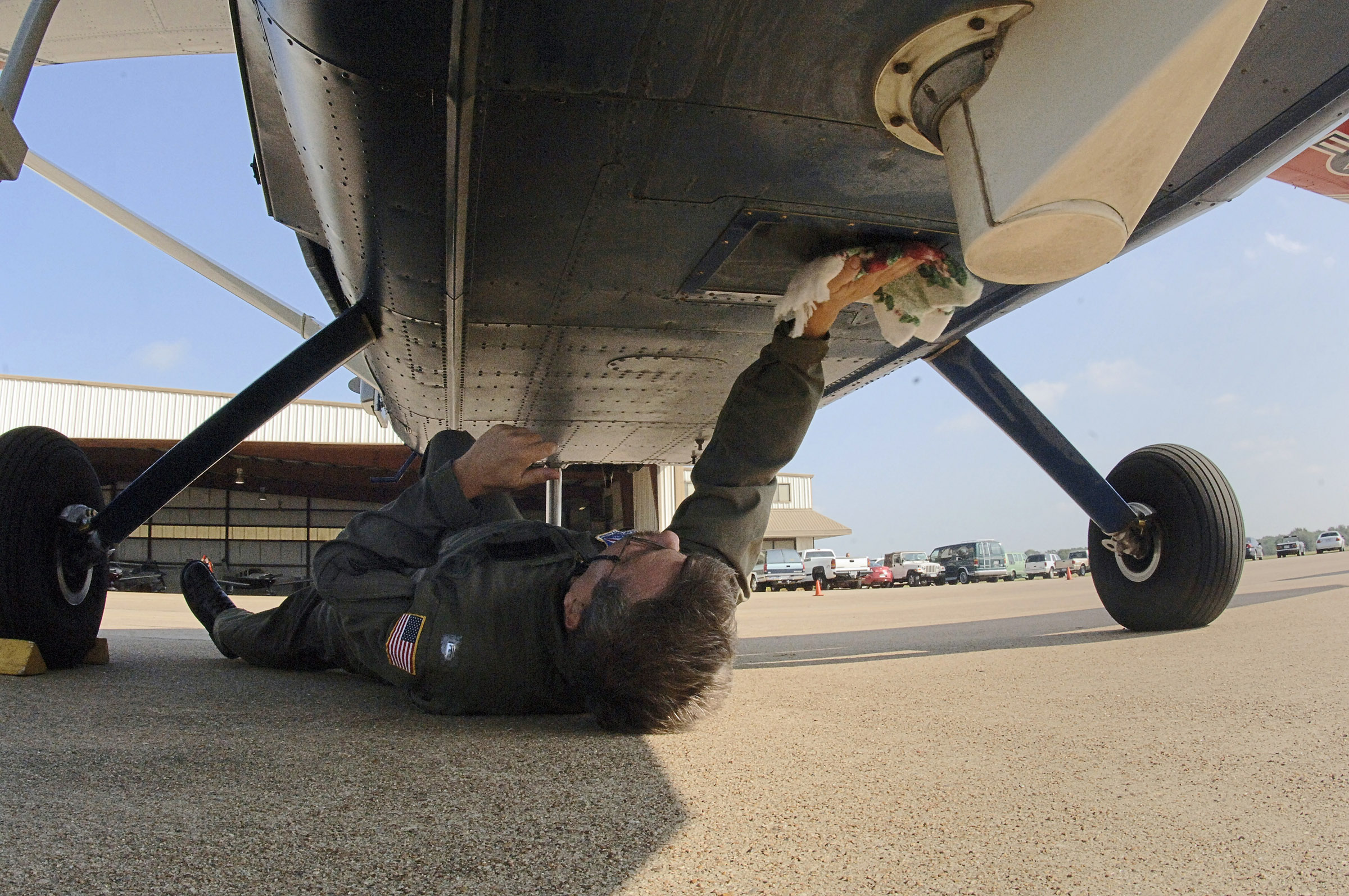
Un oficial CAP limpia el portal de cristal de cuarzo de un GA8 equipado con ARCHER antes de una misión.

Tiene aplicaciones directas en búsqueda y salvamento, lucha antidroga, socorro en caso de catástrofe y evaluación de su impacto, y seguridad nacional, y ha sido desplegado por la Patrulla Aérea Civil (CAP) de Estados Unidos en el avión de ala fija Gippsland GA8 Airvan, de fabricación australiana. La CAP, auxiliar civil de las Fuerzas Aéreas de Estados Unidos, es una organización voluntaria de educación y servicio público sin ánimo de lucro que lleva a cabo operaciones de búsqueda y salvamento de aeronaves en Estados Unidos.

## Descripción general
ARCHER es una tecnología diurna no invasiva, que funciona analizando la luz reflejada de un objeto. No puede detectar objetos por la noche, bajo el agua, bajo una cubierta densa, bajo tierra, bajo la nieve o en el interior de edificios. El sistema utiliza una cámara especial orientada hacia abajo a través de un portal de cristal de cuarzo en el vientre del avión, que suele volar a una altitud de misión estándar de 2.500 pies (760 metros) y 100 nudos (50 metros/segundo) de velocidad en tierra.
El software del sistema fue desarrollado por Space Computer Corporation de Los Ángeles y el hardware del sistema lo suministra NovaSol Corp. de Honolulu (Hawai) específicamente para CAP. El sistema ARCHER se basa en la investigación y las pruebas de tecnología hiperespectral realizadas previamente por el Laboratorio de Investigación Naval (NRL) y el Laboratorio de Investigación de la Fuerza Aérea (AFRL) de Estados Unidos. CAP desarrolló ARCHER en cooperación con el NRL, el AFRL y el Centro de Investigación y Desarrollo de la Guardia Costera de Estados Unidos en el mayor proyecto interinstitucional que CAP ha emprendido en sus 74 años de historia.

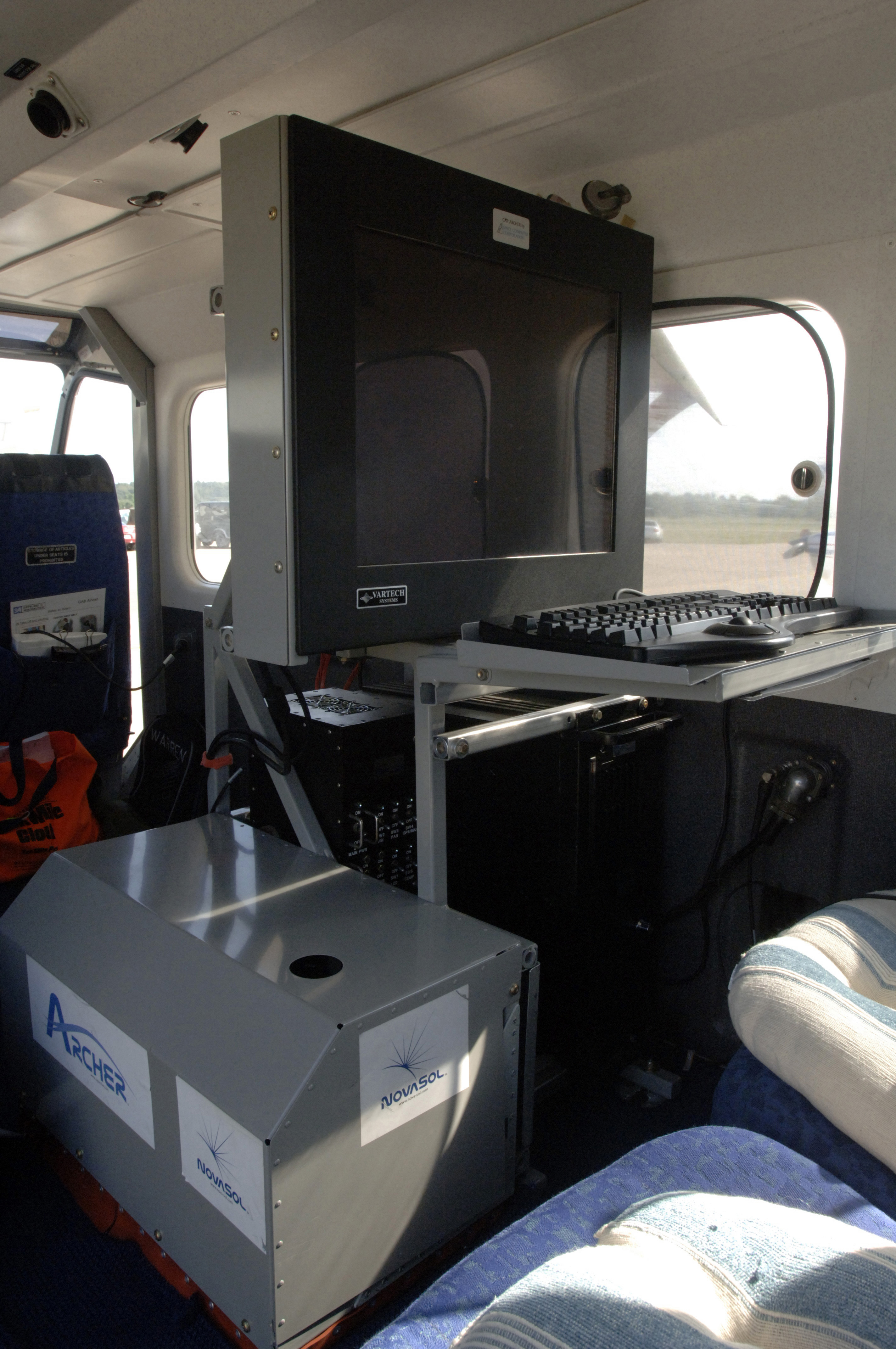
Consola de la cabina

Desde 2003, se han gastado en su desarrollo y despliegue casi 5 millones de dólares autorizados por la Ley de Asignaciones de Defensa de 2002. En enero de 2007, la CAP informó de que había completado el despliegue inicial de 16 aeronaves en todo Estados Unidos y formado a más de 100 operadores, pero sólo había utilizado el sistema en unas pocas misiones de búsqueda y rescate, y no le había atribuido el mérito de ser el primero en encontrar restos. En las búsquedas realizadas en Georgia y Maryland durante 2007, ARCHER localizó los restos de la aeronave, pero en ambos accidentes no hubo supervivientes, según el coronel Drew Alexa, director de tecnología avanzada y responsable del programa ARCHER en la CAP. Drew Alexa, director de tecnología avanzada y responsable del programa ARCHER en la CAP. Un avión equipado con ARCHER del Ala de Utah de la Patrulla Aérea Civil se utilizó en la búsqueda del aventurero Steve Fossett en septiembre de 2007. ARCHER no localizó al Sr. Fossett, pero fue decisivo para descubrir ocho lugares de accidentes en la zona del alto desierto de Nevada, algunos con décadas de antigüedad.
El coronel Alexa describió el sistema a la prensa en 2007: «El ojo humano ve básicamente tres bandas de luz. El sensor ARCHER ve 50. Puede ver cosas anómalas en la vegetación, como metal o restos de un avión". La mayor Cynthia Ryan, de la Patrulla Aérea Civil de Nevada, también describió el sistema a la prensa en 2007: «ARCHER es básicamente algo que utilizan las geociencias. Es algo muy sofisticado... que va más allá de lo que el ojo humano puede ver". “Puede ver rocas, árboles, montañas, arbustos, lo que sea, pero dice ”eso no“ o ”eso sí'. Lo sorprendente es que puede ver tan sólo el 10% del objetivo y extrapolar a partir de ahí".
Además de la misión principal de búsqueda y rescate, el CAP ha probado otros usos del ARCHER. Por ejemplo, en agosto de 2005 se utilizó un GA8 del CAP equipado con el ARCHER en un proyecto piloto en Misuri para evaluar la idoneidad del sistema para el seguimiento de vertidos de materiales peligrosos en el medio ambiente, y en septiembre de 2005 se desplegó uno para el seguimiento de vertidos de petróleo tras el paso del huracán Rita por Texas.
Desde entonces, en el caso de un vuelo originado en Missouri, el sistema ARCHER demostró su utilidad en octubre de 2006, cuando encontró los restos en Antlers, Oklahoma. La Junta Nacional de Transporte y Seguridad quedó muy satisfecha con los datos proporcionados por ARCHER, que posteriormente se utilizaron para localizar restos de aeronaves esparcidos por kilómetros de terreno accidentado y boscoso. En julio de 2007, el sistema ARCHER identificó un vertido de petróleo originado en una refinería de petróleo de Kansas, que se extendía río abajo y había invadido zonas de depósito insospechadas hasta entonces. Las agencias clientes (EPA, Guardacostas y otras agencias federales y estatales) consideraron que los datos eran esenciales para una rápida remediación. En septiembre de 2008, un GA-8 de la Patrulla Aérea Civil del Ala de Texas buscó un avión desaparecido en Arkansas. Fue encontrado en Oklahoma, identificado simultáneamente por buscadores en tierra y por el sistema ARCHER de sobrevuelo. Más que un hallazgo directo, fue una validación de la precisión y eficacia del sistema. En la recuperación posterior, se comprobó que el ARCHER trazaba la zona de los restos con gran precisión.

## Descripción técnica
Los principales componentes del subsistema ARCHER son:
- sistema avanzado de imágenes hiperespectrales (HSI) con una resolución de un metro cuadrado por píxel.
- cámara pancromática de imágenes de alta resolución (HRI) con una resolución de 8 cm × 8 cm (3,1 in × 3,1 in) por píxel.
- sistema de posicionamiento global (GPS) integrado con un sistema de navegación inercial (INS)

### Cámara hiperespectral
El sensor remoto pasivo de espectroscopia hiperespectral de imágenes observa un objetivo en bandas multiespectrales. La cámara HSI separa los espectros de la imagen en 52 «bandas» que van desde los 500 nanómetros (nm) de longitud de onda en el extremo azul del espectro visible hasta los 1100 nm en el infrarrojo, lo que da a la cámara una resolución espectral de 11,5 nm. Aunque ARCHER registra datos en las 52 bandas, los algoritmos computacionales sólo utilizan las primeras 40 bandas, de 500 nm a 960 nm, porque las bandas por encima de 960 nm tienen demasiado ruido para ser útiles. A modo de comparación, el ojo humano normal responde a longitudes de onda de aproximadamente 400 a 700 nm y es tricromático, lo que significa que los conos del ojo sólo perciben la luz en tres bandas espectrales.
Cuando la aeronave ARCHER sobrevuela una zona de búsqueda, la luz solar reflejada es recogida por la lente de la cámara HSI. La luz recogida pasa a través de un conjunto de lentes que enfocan la luz para formar una imagen del terreno. El sistema de formación de imágenes utiliza un enfoque de «escoba de empuje» para la adquisición de imágenes. Con este método, la rendija de enfoque reduce la altura de la imagen al equivalente de un píxel vertical, creando una imagen de línea horizontal.
A continuación, la imagen de línea horizontal se proyecta sobre una rejilla de difracción, que es una superficie reflectante grabada muy finamente que dispersa la luz en sus espectros. La rejilla de difracción está especialmente construida y colocada para crear una imagen de espectro bidimensional (2D) a partir de la imagen de línea horizontal. Los espectros se proyectan verticalmente, es decir, perpendicularmente a la imagen lineal, mediante el diseño y la disposición de la rejilla de difracción.
La imagen espectral 2D se proyecta sobre un sensor de imagen bidimensional de dispositivo de carga acoplada (CCD), que se alinea de modo que los píxeles horizontales sean paralelos a la horizontal de la imagen. Como resultado, los píxeles verticales coinciden con los espectros producidos por la rejilla de difracción. Cada columna de píxeles recibe el espectro de un píxel horizontal de la imagen original. La disposición de los sensores de píxeles verticales en el CCD divide el espectro en intervalos distintos y no superpuestos. La salida del CCD consiste en señales eléctricas para 52 bandas espectrales para cada uno de los 504 píxeles horizontales de la imagen.
La computadora de a bordo graba la señal de salida del CCD a una frecuencia de imagen de sesenta veces por segundo. A una altitud de la aeronave de 2.500 pies AGL y una velocidad de 100 nudos, una frecuencia de imagen de 60 Hz equivale a una resolución de la imagen del suelo de aproximadamente un metro cuadrado por píxel. Por tanto, cada fotograma capturado del CCD contiene los datos espectrales de una franja de terreno de aproximadamente un metro de largo y 500 metros de ancho.

### Captador de imágenes de alta resolución
Junto a la cámara HSI se monta una cámara en blanco y negro o pancromática de imagen de alta resolución (HRI) para que ambas cámaras capten la misma luz reflejada. La cámara HRI utiliza un enfoque de escoba de empuje igual que la cámara HSI, con un objetivo y una disposición de rendijas similares para limitar la luz entrante a un haz fino y ancho. Sin embargo, la cámara HRI no tiene una rejilla de difracción para dispersar la luz reflejada entrante. En su lugar, la luz se dirige a un CCD más ancho para capturar más datos de imagen. Dado que captura una sola línea de la imagen del suelo por fotograma, se denomina cámara de barrido lineal. El CCD del HRI tiene 6.144 píxeles de ancho y un píxel de alto. Funciona a una frecuencia de imagen de 720 Hz. A la velocidad y altitud de búsqueda del ARCHER (100 nudos sobre el terreno a 2.500 pies AGL) cada píxel de la imagen en blanco y negro representa un área del terreno de 3 pulgadas por 3 pulgadas. Esta alta resolución añade la capacidad de identificar algunos objetos.

### Procesamiento
Un monitor situado en la cabina de pilotaje muestra imágenes detalladas en tiempo real, y el sistema también registra los datos de imagen y del Sistema de Posicionamiento Global a una velocidad de 30 gigabytes (GB) por hora para su posterior análisis. El sistema de procesamiento de datos de a bordo realiza numerosas funciones de procesamiento en tiempo real, entre las que se incluyen la adquisición y grabación de datos, la corrección de datos brutos, la detección de objetivos, el cueing y el chipping, el geo-registro de imágenes de precisión, y la visualización y difusión de productos de imagen e información de cue de objetivos.
ARCHER dispone de tres métodos para localizar objetivos:
- correspondencia de firmas en la que la luz reflejada se corresponde con firmas espectrales
- detección de anomalías mediante un modelo estadístico de los píxeles de la imagen para determinar la probabilidad de que un píxel no coincida con el perfil, y[26]
- detección de cambios, que realiza una comparación píxel a píxel de la imagen actual con las condiciones del terreno obtenidas en una misión anterior sobre la misma zona.

En la detección de cambios, se identifican los cambios en la escena y se resaltan para su evaluación los objetivos nuevos, desplazados o abandonados. En la correspondencia de firmas espectrales, el sistema puede programarse con los parámetros de una aeronave desaparecida, como los colores de la pintura, para alertar a los operadores de posibles restos. También puede utilizarse para buscar materiales específicos, como productos derivados del petróleo u otras sustancias químicas liberadas en el medio ambiente, o incluso artículos corrientes, como las lonas azules de polietileno de uso común. En una evaluación de impacto, la información sobre la ubicación de las lonas azules utilizadas para reparar temporalmente los edificios dañados por una tormenta puede ayudar a dirigir las labores de socorro en caso de catástrofe; en la lucha contra el narcotráfico, una lona azul situada en una zona remota podría estar relacionada con una actividad ilegal.

## Enlaces exeternos
- NovaSol Corp
- Space Computer Corporation

- Datos: Q4698450